# Atractotomus atricolor
Atractotomus atricolor är en insektsart som först beskrevs av Knight 1923.  Atractotomus atricolor ingår i släktet Atractotomus och familjen ängsskinnbaggar. Inga underarter finns listade i Catalogue of Life.